# 比安维尔 (路易斯安那州)
比安维尔（英語：Bienville）是美国路易斯安那州下属的一座村镇。根据2010年美国人口普查，该市有人口218人。建置上，属于“village”。